# Danmarks Jernbanemuseum

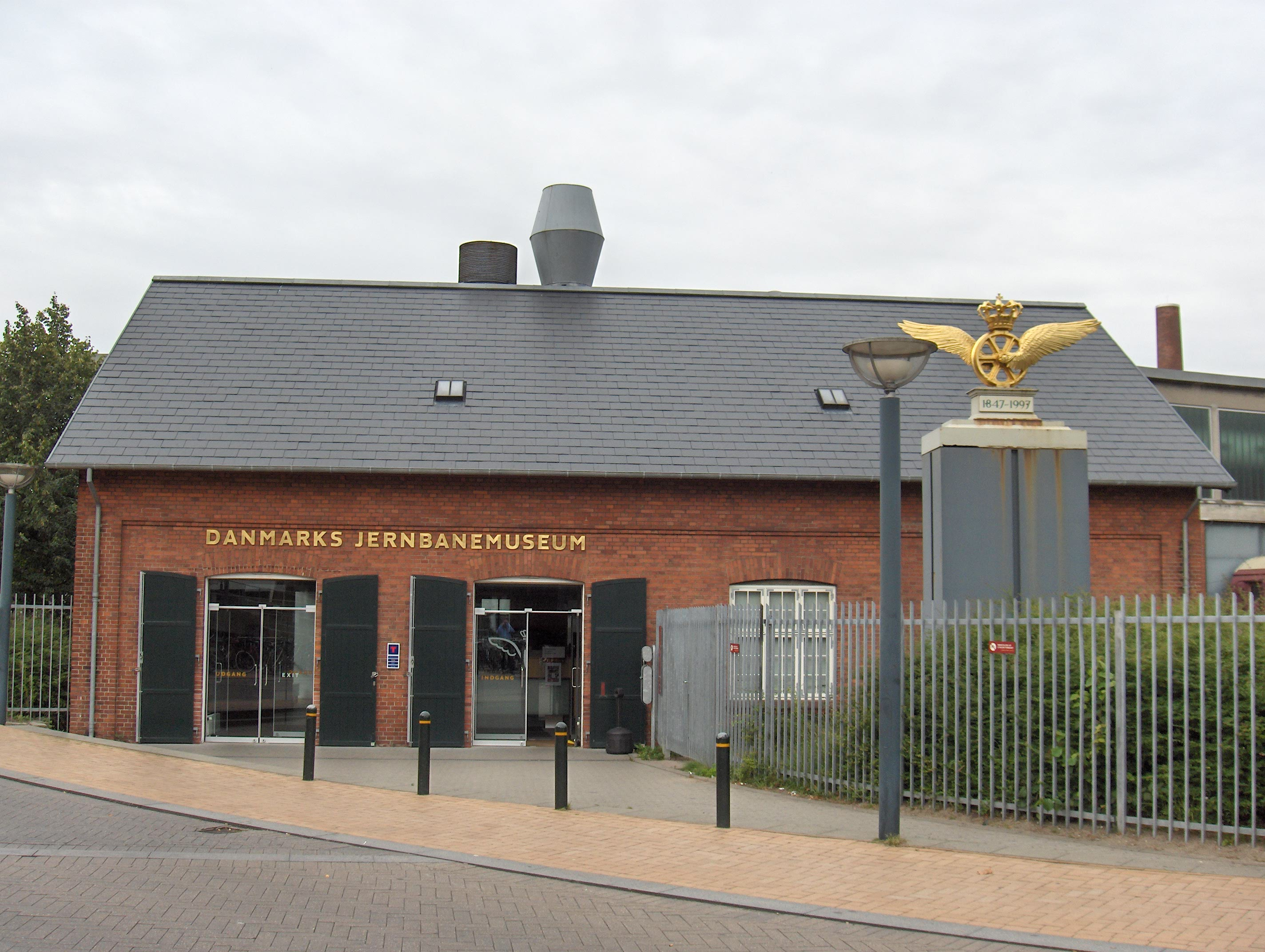
Danmarks Jernbanemuseum i Odense.

Danmarks Jernbanemuseum ligger i Odense. I museet utställs tågvagnar, lok, bussar och färjemodeller. Det utställda materialet ger en bild av Danmarks järnvägshistoria.